# San Martín Texmelucan
San Martín Texmelucan de Labastida (del náhuatl: Tetzmullocan ‘Donde está el Encinar’) es una ciudad ubicada en la zona centro oeste del estado mexicano de Puebla, es la cabecera municipal de San Martín Texmelucan, dista 32 kilómetros de la ciudad de Puebla, 95 km de la Ciudad de México y 23 km de la ciudad de Tlaxcala de Xicohténcatl. 

## Edafología
Presenta gran diversidad edafológica;
se identifican cinco grupos de suelo.
Suelo Cambisol. Ocupa una gran área al norte.
Suelo Feozem. Presenta fase gravosa (fragmento de rocas o tepetate menores de 7.5 cm de diámetro en el suelo), se encuentra al este.
Suelo Litosol. Se localiza en áreas reducidas de suroeste.
Suelo Fluvisol. Se localiza en una extensa área al sur; presenta fase gravosa.
Suelo Gleysol. Se localiza en un área reducida del sureste.
 Archivado el 4 de mayo de 2018 en Wayback Machine.

## Historia

### Fundación
De acuerdo con el Ayuntamiento de San Martín Texmelucan (1998), el valle de San Martín se encontraba habitado en la época prehispánica por descendientes de los pueblos huejotzingas, tlaxcaltecas y cholultecas. Después de la conquista, algunos españoles campesinos dedicados al cultivo del trigo, comenzaron a instalarse en la región, aunque constantemente eran asediados por aquellos grupos. Para el gobierno virreinal era necesario tener el control sobre los que consideraba “bárbaros” por lo que, conforme al mandato de don Gaspar de Zúñiga y Acevedo, conde de Monte-Rey, Diego Montemayor y Montejo funda el pueblo de San Martín Obispo para organizar a los pobladores.
El asentamiento adquiere una cierta importancia, y en él se instalan frailes franciscanos en la búsqueda de la evangelización de los indígenas. Se convierte en la cabecera de partido, por lo que comienza a anexarse a poblaciones vecinas, como parte de su jurisdicción. La escasa actividad comercial se restringía a la parte central de la localidad.

### Colonia
El gobierno virreinal instaló una garita para el cobro de transporte de mercancías (una especie de aduana), lo que convirtió a San Martín en un pueblo de alcabalas. El intercambio se realizaba con los viajeros que transitaban por el camino real México-Puebla.
En 1861, San Martín es invadido por el ejército conservador, con el Mayor Juan Ordóñez al frente, por lo que ve frenado su desarrollo por un período corto. El 31 de agosto de 1861, es elevado a la categoría de ciudad por el Congreso poblano por la defensa heroica del teniente Albino Labastida. Este singular nombramiento, así como su nueva categoría político administrativa, permitirán a San Martín, en el futuro, ser considerada para el desarrollo de importantes proyectos estatales y nacionales, como se describirá a continuación. Un año después, es fortificado para la defensa del ejército francés y, en 1863 Ignacio Comonfort organiza desde ahí la recuperación de la Ciudad de Puebla.
Por ser una zona estratégica en el ámbito comercial, por formar un triángulo con las ciudades de Tlaxcala y Puebla, Texmelucan constituyó un paso hacia esas dos capitales desde la Ciudad de México; así, la estación de ferrocarril de San Martín fue una de las primeras que se consideró dentro del proyecto "rutas" a principios del Porfiriato.
En el caso de la agricultura, cobra gran importancia la producción de chile poblano en la junta auxiliar de San Rafael Tlanalapan, esta producción de chile es la más famosa en el estado de Puebla por el característico sabor que brinda a los chiles en nogada. Después de la invasión francesa, las haciendas de cereales de San Antonio Chautla y San Damián tienen un crecimiento significativo (H. Ayuntamiento de San Martín Texmelucan, 1980).

### Vocación comercial
El comercio en la Plaza de Armas continuó, pero creció en proporciones desiguales a la infraestructura de la ciudad; para 1900 representaba ya un problema serio para las autoridades municipales. Surge por parte del entonces presidente municipal, Ignacio Téllez, la idea de construir un mercado que cumpliera con las nuevas demandas.
En relación con la infraestructura, la principal avenida de la localidad es pavimentada hacia 1924, mientras que dos años después la carretera federal de la Ciudad de México a Puebla atraviesa San Martín. Como dicha acción trae un mayor movimiento de mercancías, un año después resulta necesario hacer inspección del mercado, particularmente los días martes (H. Ayuntamiento de San Martín Texmelucan, Ibid).
Por la demanda de transporte, en 1946, son substituidas las vías del tren por unas más anchas, con lo que la capacidad de carga se multiplica; dieciséis años más tarde, con la construcción de la autopista México – Puebla, y a raíz de la decisión de que dicha vía llegue a San Martín, donde se instala la caseta de peaje, la actividad industrial y comercial reciben un fuerte impulso. Esto se verá reflejado en los años venideros, puesto que las localidades de Río Frío y Huejotzingo pierden importancia regional frente a Texmelucan.
En 1969, el corredor industrial Puebla – San Martín Texmelucan comienza a ocuparse, pero es el funcionamiento de la primera planta del Complejo Petroquímico Independencia (PEMEX) el evento que cambia radicalmente la fisonomía del municipio, así como el estilo de vida de sus habitantes, que se convierten, de una sociedad agropecuaria, a una eminentemente industrial. En 1981, el presidente López Portillo inaugura el corredor industrial Quetzalcóatl (Fuentes, 1991).
En el decenio de los ochenta, el tianguis de San Martín Texmelucan se instala periódicamente los martes y viernes, en las calles del centro, lo que comienza a generar desorden, contaminación y caos vial de todo tipo.

### Época contemporánea
El año del Tratado de Libre Comercio de América del Norte es de trascendencia porque coincide con la reubicación de tianguistas de diversos centros históricos del altiplano mexicano, particularmente de los dos más grandes, el de Texmelucan y el de Tepeaca (Seele y Wolf, 1996).
Dicha reubicación actuó como factor negativo para Tepeaca, mientras que Texmelucan, Huixcolotla y Cuapiaxtla de Madero fueron localidades beneficiadas porque absorbieron a los tianguistas de Tepeaca. En el caso de San Martín, se elevó el número de comerciantes de ropa a partir de este año, lo que le permitió consolidarse como el núcleo comercial de compra – venta masiva sin comprobante fiscal de ropa en América Latina.
En este mismo año, también se aprecia una amplia diversificación del comercio en la localidad, considerado por la PROFEPA como zona crítica de tráfico de flora y fauna silvestre junto con el mercado de Sonora en la Ciudad de México, el Baratillo en Guadalajara y la carretera Matehuala – San Luis Potosí (Martínez, 2004).
A partir de 2007, la relación entre las diferentes asociaciones de tianguistas y de éstas con el ayuntamiento y las policías estatal y federal se torna muy tensa, con enfrentamientos que llevaron a la pérdida de algunas vidas y aumentó la percepción de la inseguridad en la localidad, debido a supuestos actos de corrupción y como respuesta a operativos de decomiso de ropa pirata.
La piratería es un tema que todos los mexicanos negamos, pero que sin embargo adquirimos por lo menos una vez en la vida. Y tristemente existen lugares algo alejados de la capital del país que también tienen acceso a este tipo de productos y que incluso han alcanzado cantidades enormes en el mercado.
Quizá los lugares que antes se mencionan no tienen mucha diferencia a lugares como las líneas del Metro de la Ciudad de México, Tepito, Central de Abastos, Santa Martha Acatitla, La Merced (Ciudad de México).
Unos de los mercados que mayormente azotan estas zonas son la piratería de discos, tanto musicales como de vídeo, y la gran mayoría de estos productos son ofrecidos en la calle donde incluso los vendedores ambulantes tienen pequeños o grandes puestos de los mismos.
Lamentablemente la mayoría de estos puestos se encuentran solapados por las autoridades de las diversas zonas, pues hasta estos comerciantes pagan una cuota para poder colocarse en lugares previamente elegidos por ellos mismos. Y como consecuencia, estos puestos son encontrados en mercados sobre ruedas, mercados fijos, y en la vía pública donde causan algunas molestias a las personas por no tener un libre tránsito e incluso causan molestias por el volumen que utilizan al querer demostrar la calidad de audio de su mercancía.
Es lamentable esta situación, ya que la aglomeración de puestos en la vía pública, además de la gente que circula en las calles que rodean el mercado.

### Explosiones de 2010
La madrugada del 19 de diciembre de 2010 aproximadamente a las 5:30 a. m. un oleoducto de la petrolera Pemex se incendió y provocó una explosión de grandes proporciones en la ciudad de San Martín Texmelucan, en el estado de Puebla. La mayoría de decesos y daños tuvieron lugar en la calle 11 de noviembre.
Según el reporte de las autoridades, la detonación se debió a una toma clandestina que salió de control.

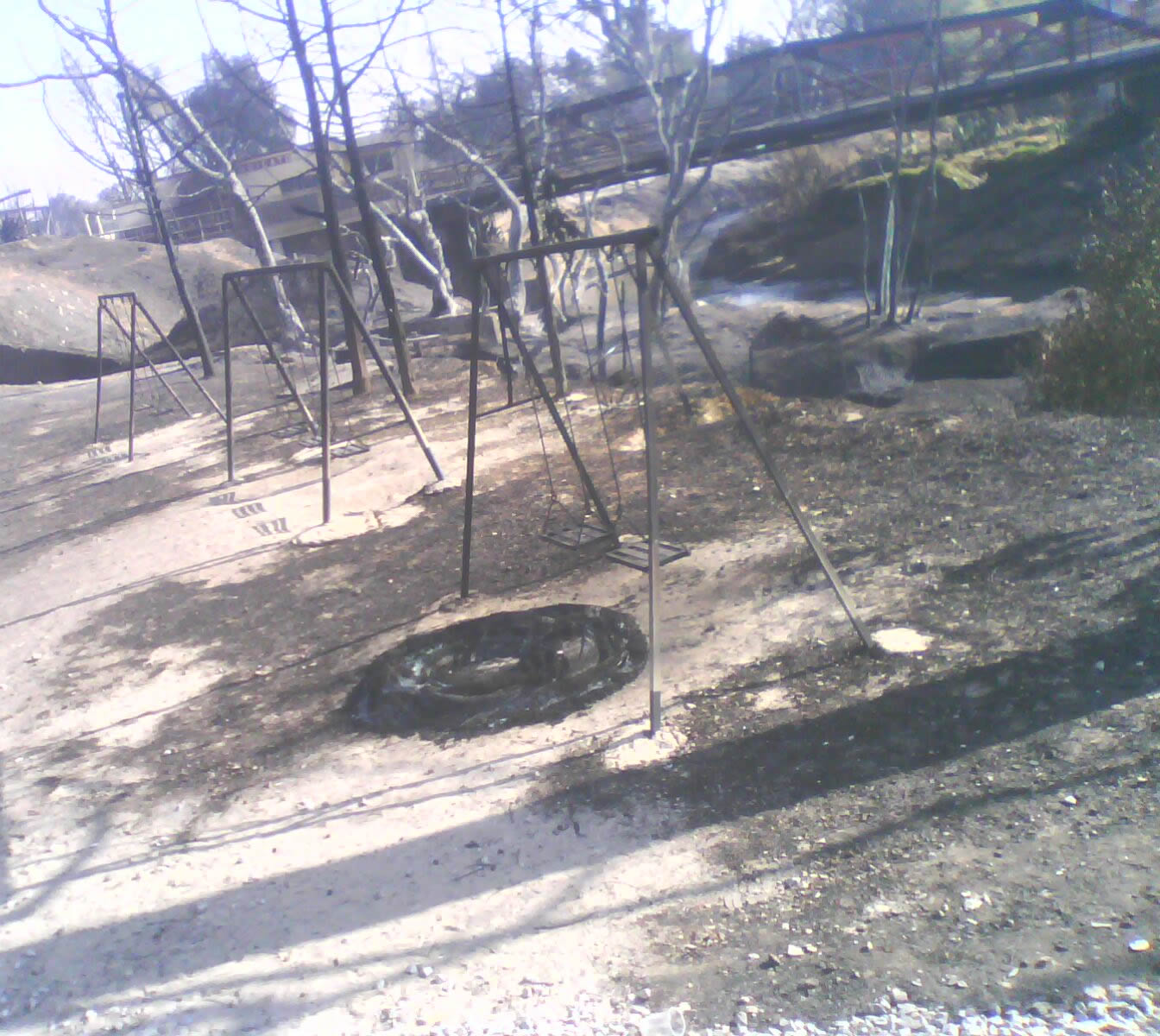
Panorama después del incendio. (Al fondo el Puente Rojo)

El director de Pemex, Juan José Suárez Coppel, señaló que el derrame que hubo del oleoducto fracturado tuvo un recorrido de un kilómetro hacia el río Atoyac. El accidente dejó un saldo de 5000 personas afectadas en un radio de cinco kilómetros a la redonda, informó el secretario de Gobernación del Estado, Valentín Meneses.
El presidente de México, Felipe Calderón Hinojosa acompañado por el gobernador Mario Marín Torres y el mandatario electo Rafael Moreno Valle Rosas , así como por Margarita Zavala y el entonces presidente del municipio Noé Peñaloza Hernández, se dieron cita en la zona de desastre, para evaluar los daños.
El incendio afectó la estructura de dos puentes: El Puente Atoyac y el Puente Rojo, este último fue el más dañado, y por precaución se tomó la decisión de demolerlo, lo que corto una de las principales rutas de acceso al municipio, la reconstrucción del Puente Rojo tuvo una inversión de 25 millones de pesos, según informó Pemex.
Las cifras oficiales contabilizan a 30 muertos, 12 personas heridas y 18 casas demolidas. La paraestatal Pemex pagó un total de 82 millones de pesos a las personas que perdieron familiares y bienes inmuebles en la explosión.
En el primer aniversario del siniestro, autoridades municipales y estatales, así como vecinos, llevaron a cabo actos en memoria de los 30 fallecidos. Se develó una placa con los nombres de las personas que perdieron la vida.

## Política

### Presidentes municipales
| Nombre                               | Partido | Año       |
| Juan Manuel Alonso Ramírez           |         | 2024-2027 |
| ------------------------------------ | ------- | --------- |
| María Norma Layón Aarún              |         | 2021-2024 |
| Lorena Migoya Mastretta              |         | 2021      |
| María Norma Layón Aarún              |         | 2018-2021 |
| Rafael Núñez Ramírez                 |         | 2014-2018 |
| Teodoro Ixtlapale Caporal            |         | 2012-2014 |
| Yazmín Alonso Ramírez                |         | 2012      |
| Carlos Sánchez Romero                |         | 2011-2012 |
| Noé Peñaloza Hernández               |         | 2008-2011 |
| Rubén Garrido Muñoz                  |         | 2005-2008 |
| Sabás López Montaño                  |         | 2002-2005 |
| Enrique Porter Basbuch               |         | 1999-2002 |
| José Guadencio Víctor León Castañeda |         | 1996-1999 |
| José Luis Domínguez Bermúdez         |         | 1993-1996 |
| Heriberto Cruz Sánchez               |         | 1990-1993 |
| Apolonio Méndez Meneses              |         | 1987-1990 |

## Economía

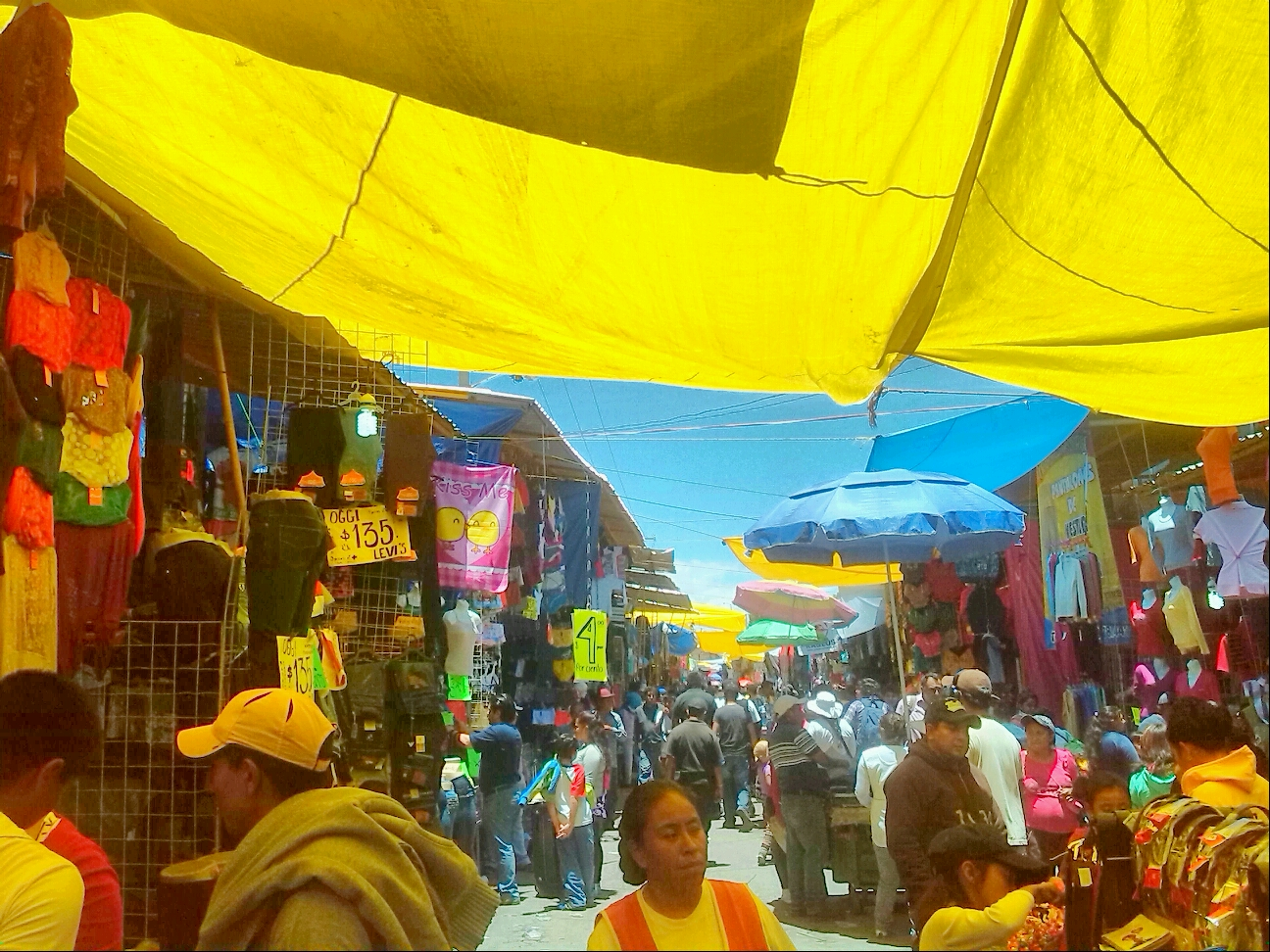
Tianguis de San Martín Texmelucan

La economía del municipio se basa en la industria textil, comercio, agricultura y ganadería. Cuenta con el tianguis de ropa más grande de Latinoamérica, y el corredor industrial Quetzalcóatl.
La economía en San Martín Texmelucan ha logrado aumentar considerablemente en los últimos ciclos de urbanización, las diversas cadenas comerciales han conseguido establecerse en y también han encajado perfectamente en la sociedad. Son una fuente de empleo muy accesible para mucha gente por sus diversos horarios de trabajo, así como también, han obtenido excelentes resultados en cuanto a la atención al cliente se refiere.

### Sector primario
La agricultura ha perdido un poco de fuerza y los últimos niveles de producción no son tan altos como en los años anteriores, debido a la urbanización. La creación de carreteras, establecimientos comerciales tienen mucho que ver en esto; pero también, el cambio constante del clima y las plagas han provocado la pérdida de miles de hectáreas de cultivo que perjudica mucho a los campesinos de las localidades aledañas.

### Sector secundario
En la región San Martín Texmelucan-Huejotzingo, están establecidas diversas empresas de las cuales las más preocupadas por la Seguridad Industrial y la Protección civil están agrupadas en el Plan de Ayuda mutua Industrial Pami II Quetzalcóatl. Las empresas integrantes son:
- Complejo Petroquímico Independencia (PEMEX)
- Rassini Frenos
- Lapsolite División productos Químicos
- Crisoba Industrial (Kimberly Clark de México)
- Ajemex
- Oxiquímica
- Jansenn - Cilag
- Igasamex Bajío
- Skytex
- Agua San Martín

### Sector terciario

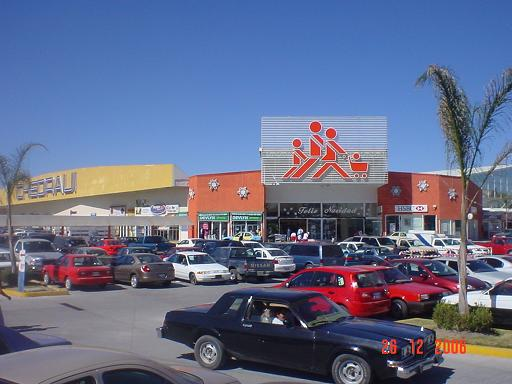
Plaza Crystal

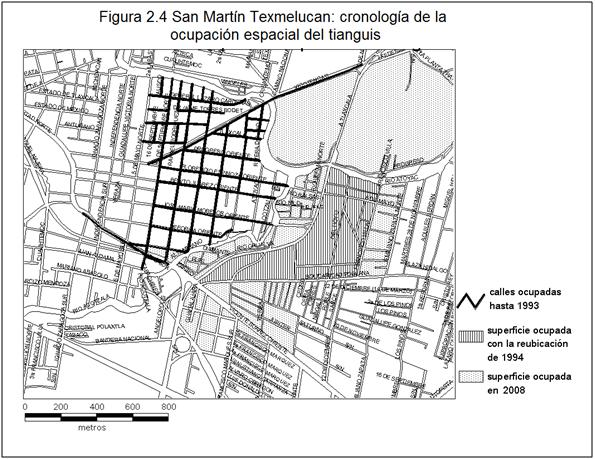

Los puntos importantes de comercio de San Martín Texmelucan, en 2007 son:
- Mercado Municipal Domingo Arenas
- Centro Comercial Plaza Crystal
- Tianguis de San Lucas Atoyatenco.

Este último es considerado el más grande de Latinoamérica
El comercio se empezó a dar en el valle de Tezmollocan, con puestos a la orilla del Camino Real, hoy Carretera Federal México-Puebla. Tanto fue la actividad que se venía realizando en San Martín Texmelucan, que la corona implementó una alcabala, que controlaría toda la región.
Ya pasada la época de la independencia, el tianguis se desarrolla los días martes, viernes y domingos, en lo que hoy es el Parque Miguel Hidalgo; y con el paso de los años los mercaderes cada vez aumentaban, por lo que se venían invadiendo las calles del centro de la ciudad.
Ya en la época moderna, el tianguis se vino realizando los martes, por lo que en los noventa se esperaba la visita de más de 13,000 tianguistas que ejercían la actividad comercial en las calles de la ciudad, además de esto, la presencia de miles de compradores de casi toda la república, por lo cual, el comercio afectaba por lo menos a la tercera parte de la ciudad.
Esto obligó a las autoridades a reubicar del tianguis, el 13 de mayo de 1994, bajo el gobierno de José Luis Domínguez Bermúdez, a los ejidos expropiados en el gobierno de Apolonio Méndez Meneses, en 1984, los cuales fueron concesionados a los consorcios de El Ángel y Celeste, quienes vendieron a particulares.
Por lo que los terrenos en los que se encuentran ubicados actualmente, se encuentran en litigio entre el ayuntamiento y lo que la Suprema Corte de Justicia ha definido como compradores de buena fe, y que de acuerdo a su resolutivo será el Juzgado Primero de Distrito del Estado de Puebla, quien determine el valor de los predios invadidos por los tianguistas.
El tianguis cuenta con más de 40 líderes tianguistas quienes ejercen el comercio los días martes, en más de 35 hectáreas. Sin embargo, el poder económico que generan los agremiados, ha provocado conflictos internos por la lucha de liderazgo o el control de los tianguistas.

## Transportes

### Transporte foráneo
Se cuenta con vías de comunicación que conectan con la capital del país, la ciudad de Puebla, Tlaxcala y el puerto de Veracruz, principalmente. Destaca la presencia de dos autopistas de cuota que atraviesan su territorio: la 150 México-Puebla-Veracruz, y la 117 de San Martín a la ciudad de Tlaxcala.
De forma casi paralela a dichas vialidades, cruzan el territorio de estudio las carreteras federales 190 y 119 con los mismos destinos. El Aeropuerto Internacional de Puebla, si bien no está dentro del municipio, se halla cerca en el vecino municipio de Huejotzingo, este cuenta con vuelos regulares a diversas ciudades del país y de Estados Unidos; además, es posible tener conexiones a otros destinos a través del aeropuerto internacional de la Ciudad de México.
Existen diversas compañías de transporte de pasajeros, todas ellas localizadas en San Martín Texmelucan, pero que son utilizadas por habitantes de los restantes municipios metropolitanos. Se puede afirmar que el transporte foráneo está dividido por el tipo de servicio que brinda y por la localización que tiene en la ciudad. Existen dos tipos, expreso y directo, aquel que tiene muchos destinos y el que une a la ciudad con otra sin hacer paradas intermedias, respectivamente.
El transporte expreso generalmente tiene un alcance mucho mayor, se lleva a cabo exclusivamente los días martes y parte de la Central de Autobuses de San Lucas Atoyatenco, construida en 1994, en medio del tianguis y cuya existencia se debe exclusivamente a la actividad comercial de este lugar.
Por otro lado, el transporte directo es de tipo estratégico, puesto que une a San Martín con importantes ciudades como México, Puebla y Tlaxcala. Cuenta con corridas regulares cada quince minutos en promedio con frecuencia diaria, y se podría afirmar que además de la actividad comercial, responde al uso de servicios y a otras actividades económicas entre las ciudades, como lo sugiere la presencia de rutas variantes como San Martín-Aeropuerto y San Martín-BUAP (Benemérita Universidad Autónoma de Puebla), además de las conexiones continuas que existen con las terminales de autobuses TAPO de la Ciudad de México y CAPU de la capital estatal. No existe una terminal que aglutine a todas las compañías de transporte, pero sus características en común son la cercanía con la Avenida Libertad Norte – Sur y su antigüedad.
Se puede concluir que el transporte es una actividad económica relacionada con la configuración de la morfología urbana y de las interacciones comerciales y de servicios entre San Martín Texmelucan y otros núcleos de población.
A lo largo del tiempo, esta zona metropolitana ha sufrido transformaciones en su fisonomía, debido al cambio de la actividad económica predominante en los cuatro diferentes periodos examinados en esta investigación. En el último de ellos, ocurrió un fuerte desarrollo e impulso a favor de la actividad comercial, particularmente la de características informales.
Se puede añadir que el comercio de la ZMSMT ha establecido relaciones con la agricultura y ganadería locales con el fin de satisfacer las necesidades de consumo de la región. En el caso de la industria, algunos de sus productos están orientados a satisfacer la demanda nacional.
| Rutas de transporte foráneo    |                                                                                             |                                |
| Nombre                         | Ruta                                                                                        | Frecuencia y tipo              |
| ATAH                           | (Central San Lucas) – Sanctorum – San Francisco                                             | Foráneo exclusivo martes       |
| ATAH                           | (Central San Lucas) – Calpulalpan, Tlaxcala                                                 | Foráneo exclusivo martes       |
| Autobuses Unidos               | (Centro) – Ciudad de México (TAPO)                                                          | Foráneo regular directo        |
| Autobuses Unidos               | (Centro) – Ciudad de México (Santa Martha Acatitla)                                         | Foráneo regular directo        |
| Autobuses Unidos               | (Centro) – Perote – Xalapa – Puerto de Veracruz, Veracruz                                   | Foráneo exclusivo martes       |
| Autobuses Unidos               | (Centro) – Oaxaca de Juárez, Oaxaca                                                         | Foráneo exclusivo martes       |
| Buscharters                    | (Central San Lucas) – Heroica Cárdenas – Villahermosa, Tabasco                              | Foráneo exclusivo martes       |
| Buscharters                    | (Central San Lucas) – Campeche, Campeche                                                    | Foráneo exclusivo martes       |
| Buscharters                    | (Central San Lucas) – Tuxtla Gutiérrez, Chiapas                                             | Foráneo exclusivo martes       |
| Estrella de Oro                | (Central San Lucas) – San Felipe Ixtacuixtla – Tlaxcala de Xicohténcatl, Tlaxcala           | Foráneo regular expreso        |
| Estrella de Oro                | (Centro) – Xalmimilulco – Xoxtla - Heroica Puebla de Zaragoza (CAPU)                        | Foráneo regular expreso        |
| Estrella de Oro                | (Centro) - Heroica Puebla de Zaragoza (CAPU)                                                | Foráneo regular directo        |
| Estrella Roja                  | (Centro) – Río Frío, México                                                                 | Foráneo exclusivo martes       |
| Estrella Roja                  | (Centro) – Huejotzingo – Cholula – Heroica Puebla de Zaragoza (CAPU)                        | Foráneo regular expreso        |
| Estrella Roja                  | (Centro) - Heroica Puebla de Zaragoza (CAPU)                                                | Foráneo regular directo        |
| Estrella Roja                  | (Centro) – Ciudad de México (TAPO)                                                          | Foráneo regular directo        |
| Expresso                       | (Central San Lucas) – Apizaco, Tlaxcala                                                     | Foráneo exclusivo martes       |
| Flecha Azul                    | (Central San Lucas) – Nativitas – Zacatelco – Panzacola – Heroica Puebla de Zaragoza (CAPU) | Foráneo exclusivo martes       |
| Magno Verdes                   | (Central San Lucas) – Xoxtla – OUTLET Puebla - Heroica Puebla de Zaragoza (CAPU)            | Foráneo exclusivo martes       |
| Super Exprés de Texmelucan     | (Centro) - Heroica Puebla de Zaragoza (Blvd. Carmen Serdán)                                 | Foráneo regular directo        |
| Super Exprés de Texmelucan     | (Centro) – Xalmimilulco – Xoxtla - Heroica Puebla de Zaragoza (Blvd. Carmen Serdán)         | Foráneo regular expreso        |
| Transportes Tepetitla          | (Centro) – Nativitas, Tlaxcala                                                              | Interestatal Puebla – Tlaxcala |
| Transportes Tepetitla          | (Centro) – Tepetitla de Lardizábal, Tlaxcala                                                | Interestatal Puebla – Tlaxcala |
| UTO Transportes                | (Central San Lucas) – Tláloc – Atotonilco                                                   | Foráneo exclusivo martes       |
| Autotransportes México Texcoco | (Central AU – Atotonilco - Nanacamilpa)                                                     | Foráneo                        |

### Transporte urbano

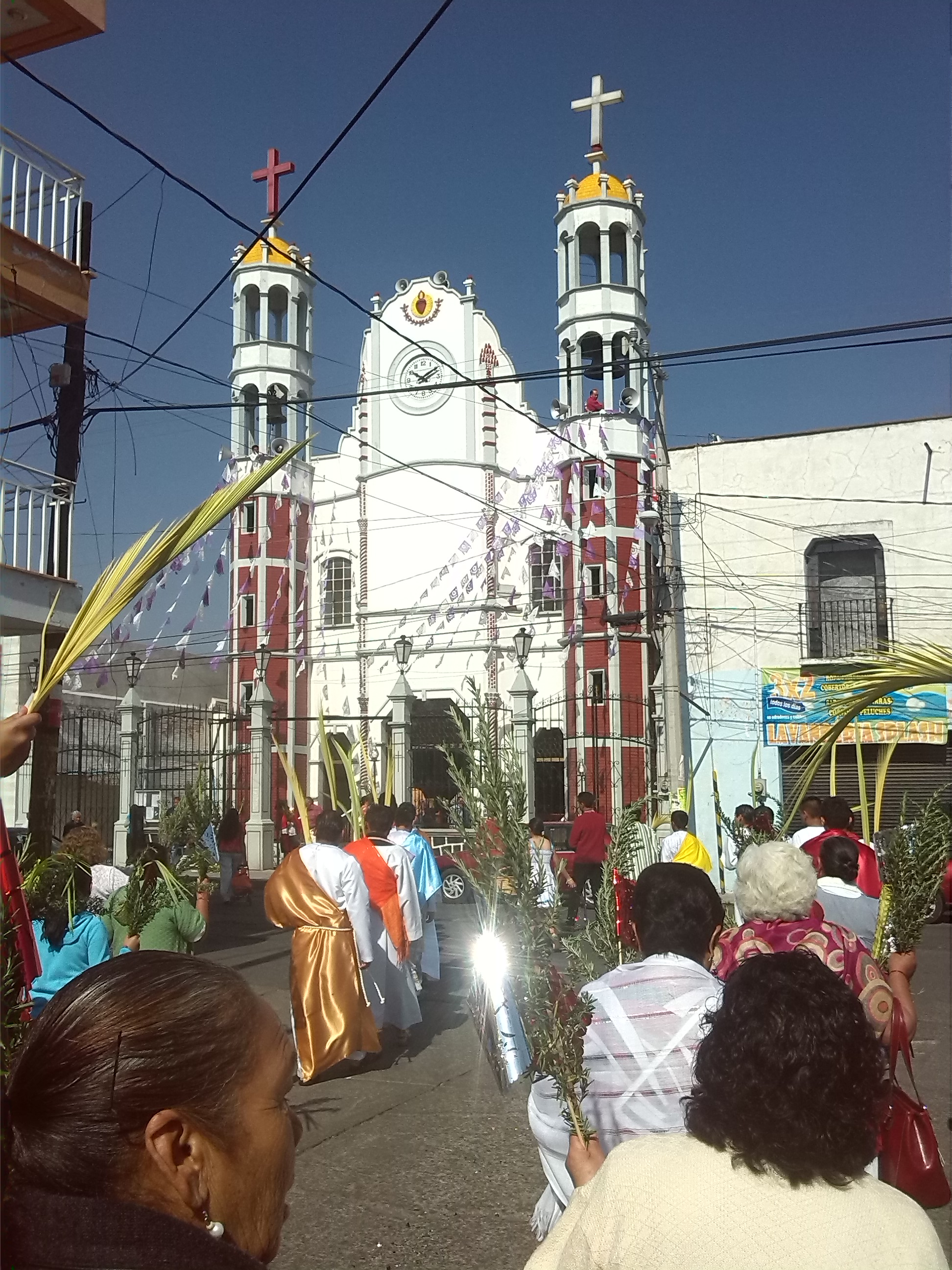
Capilla de Cristo Rey

La fisonomía de la ciudad de San Martín Texmelucan se encuentra muy relacionada con las vías de comunicación terrestres, puesto que ha sido en forma paralela a éstas que la población se ha asentado, lo que ha originado un trazado muy irregular de la ciudad. Sin embargo, en forma general, se puede decir que el área central tiene un aspecto de plano cartesiano.
La avenida Libertad, principal vialidad, conecta a las porciones norte y sur con el centro de la ciudad; simultáneamente, esta vía de comunicación es parte de la carretera federal 190 y comunica a San Martín con las ciudades de México, Huejotzingo, Cholula y Puebla. Destaca también el bulevard Jalisco (ubicado en el noreste) que es el medio de entrada/salida de bienes provenientes de la industria, por lo que está principalmente transitado por camiones de carga.
La avenida Morelos une al centro con las porciones oriente y poniente. En su prolongación, que es la avenida Agustín Lara (hacia el poniente), comunica también con la carretera 190 antes mencionada, y une a la cabecera municipal con el municipio de San Salvador el Verde. Finalmente, el bulevard Xicohténcatl recorre la porción oriental de la ciudad e interseca con el entronque de las carreteras federal y de cuota hacia la capital de Tlaxcala. La avenida Riva Palacios hacia el sur, comunica el centro de Moyotzingo y los corredores industriales. Del resto de los municipios de la zona metropolitana, sólo destaca la avenida Revolución, principal arteria de San Mateo Tepetitla.
Existen 26 rutas de transporte, para la zona metropolitana, clasificados en urbanos y suburbanos. En primer término se refiere a trayectos dentro de la ciudad de San Martín en sí; y los segundos conectan con otras localidades. También existen las interestatales Puebla – Tlaxcala cuando se involucra el territorio de Tepetitla, y las intermunicipales cuando se cruza por algún otro municipio poblano.
Rutas de transporte urbano y suburbano, 2008
| Ruta | Recorrido                                                                                               | Tipo                           |
| ---- | --- | ------------------------------ |
| 1    | FONHAPO – Central San Lucas – Av Independencia Sur                                                      | Urbana                         |
| 2    | Hospital – INFONAVIT – El Moral – San Jerónimo                                                          | Suburbana                      |
| 3    | Av. Reforma – Av. Vicente Suárez - Rassini – Carrizal – San Baltazar Temaxcalac                         | Suburbana                      |
| 4 A  | Av. Reforma – Los Ángeles - Moyotzingo centro                                                           | Suburbana                      |
| 4 B  | Asta Bandera – Col. PEMEX - Moyotzingo centro - CONALEP                                                 | Suburbana                      |
| 5    | Av. Florencio Espinosa Ote. – Blvd. Xicohténcatl - Santa Anita – Nopalucan                              | Interestatal Puebla – Tlaxcala |
| 6    | Asta Bandera - Corredor Industrial Quetzalcoatl - Santa Ana Xalmimilulco                                | Inter Municipal                |
| 7    | San Francisco Tepeyecac – base Estrella Roja                                                            | Urbana                         |
| 7 A  | San Francisco Tepeyecac – base 5 de mayo sur                                                            | Urbana                         |
| 8    | Av. Reforma – Asta Bandera – Rassini – San Baltazar Temaxcalac Centro                                   | Suburbana                      |
| 9    | San Agustín Atzompa – San Juan Tlale - San Juan Tetla – San Felipe Teotlalcingo                         | Intermunicipal en Puebla       |
| 13   | San Juan Tuxco – El Moral – Av. 5 de Mayo - La Galera - Colonia (Carretera Federal México Puebla km 76) | Urbana                         |
| 14   | El Moral – San Juan Tuxco – Tecaltzingo – Av. Independencia Sur                                         | Suburbana                      |
| 15   | El Verde – San Andrés – Av. Agustín Lara – Av. Libertad Sur – Central San Lucas                         | Intermunicipal en Puebla       |
| 16   | El Verde – San Rafael – San Miguel – Santa María – Av. Libertad Sur - Central San Lucas                 | Intermunicipal en Puebla       |
| 17 A | Santa Catarina – Lindavista - Mercado Domingo Arenas – Central San Lucas – Plaza Crystal                | Urbana                         |
| 17 B | Ojo de Agua – Carril de San Miguel – Mercado Domingo Arenas – Plaza Crystal                             | Urbana                         |
| 17 C | Ojo de Agua – Blvd Jalisco – Plaza Crystal – Av. Libertad Sur                                           | Urbana                         |
| 17 D | Asta bandera - Centro Escolar - ITSSMT                                                                  | Urbana                         |
| 18   | Atzinzintla – Unidad Habitacional Góndola – Asta Bandera – Central San Lucas                            | Intermunicipal en Puebla       |
| 19   | San Gregorio – Tlacotepec de José Manzo                                                                 | Intermunicipal en Puebla       |
| 20   | San Lorenzo Chiautzingo – San Nicolás Zecalacoayan - Huejozingo                                         | Intermunicipal en Puebla       |
| 22   | San Rafael Tlanalapan – Centro Histórico                                                                | Urbana                         |
| 23   | El Refugio – Atzala – Carrizal – Central San Lucas                                                      | Suburbana                      |
| 24   | Col. Olopa – San Felipe                                                                                 | Intermunicipal en Puebla       |
| 25   | Apatlaxco – San Cristóbal                                                                               | Suburbana                      |
| 26   | Coltzingo – Central San Lucas                                                                           | Intermunicipal en Puebla       |
| 31   | Tlalancaleca – Apapaxco - Tlahuapan – Av. Libertad Nte. y Sur – Central San Lucas                       | Intermunicipal en Puebla       |
| 33 A | Tlahuapan – Av Libertad Nte y Sur                                                                       | Urbana                         |
| 34   | San Matias Tlalancaleca - San Lucas el Grande - San Cristibal - San Martín                              | Intermunicipal en Puebla       |

## Patrimonio

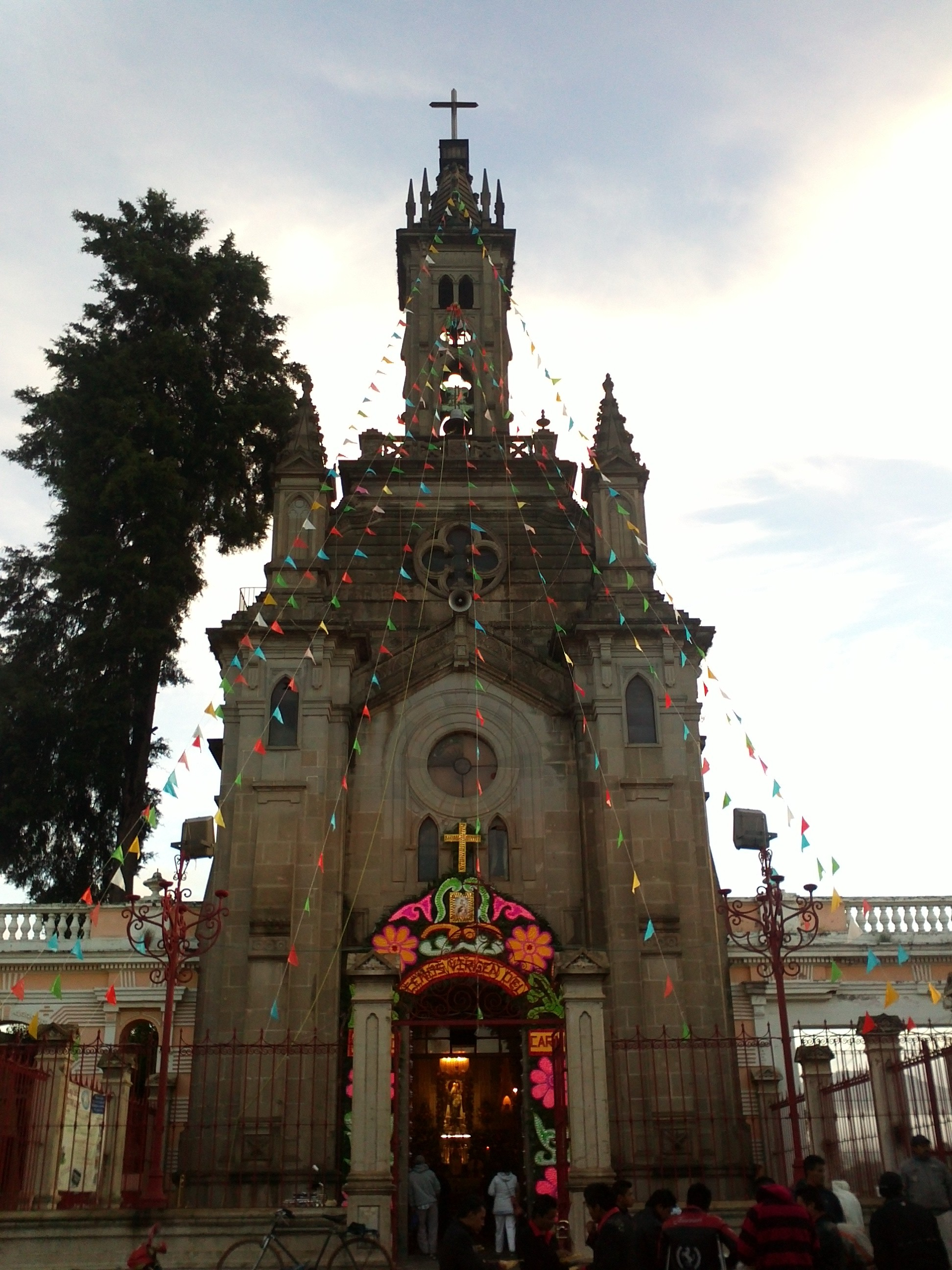
Iglesia del Carmen

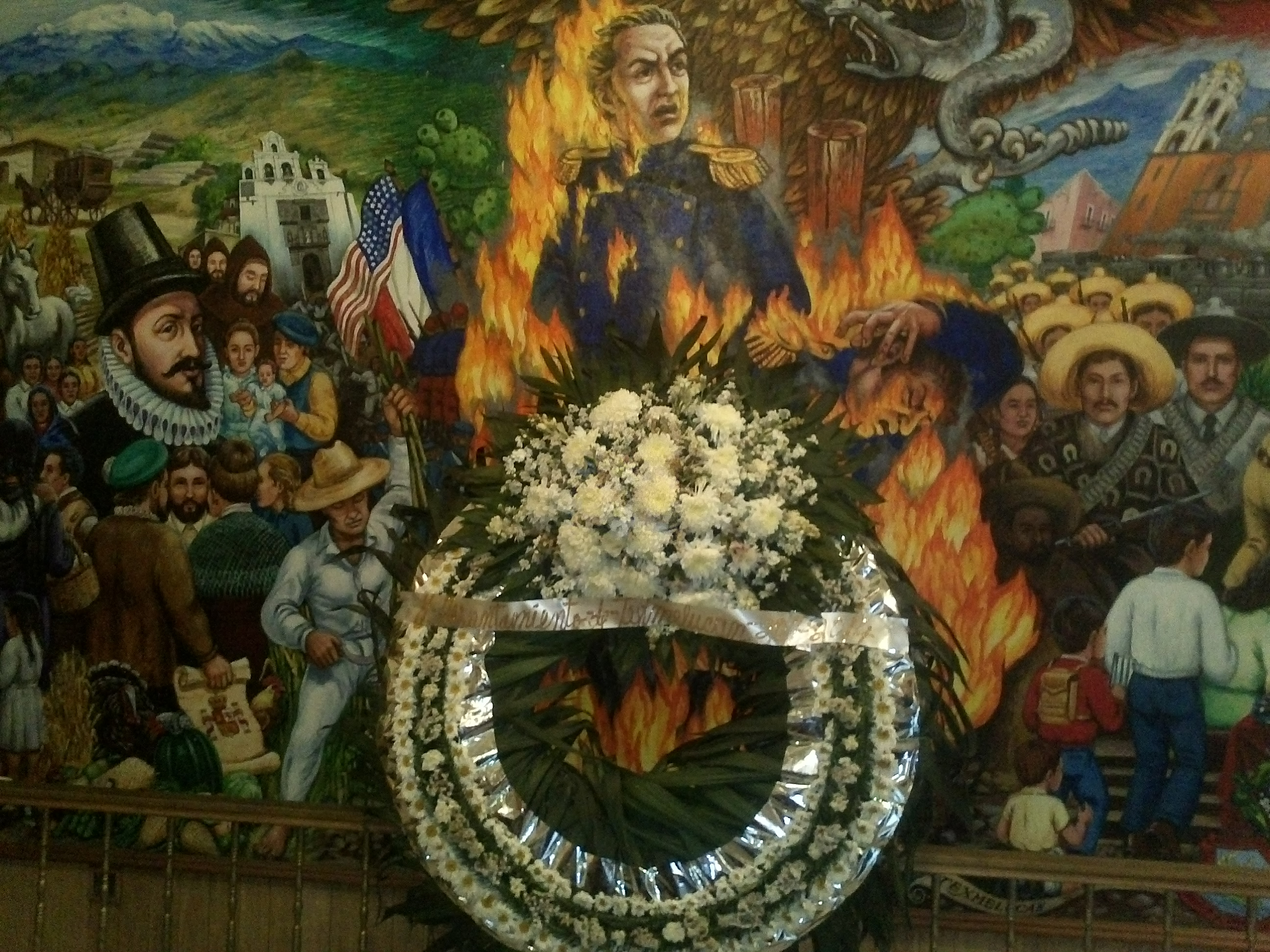
Mural dedicado al Coronel Albino Labastida en el Complejo Cultural Texmeluquense

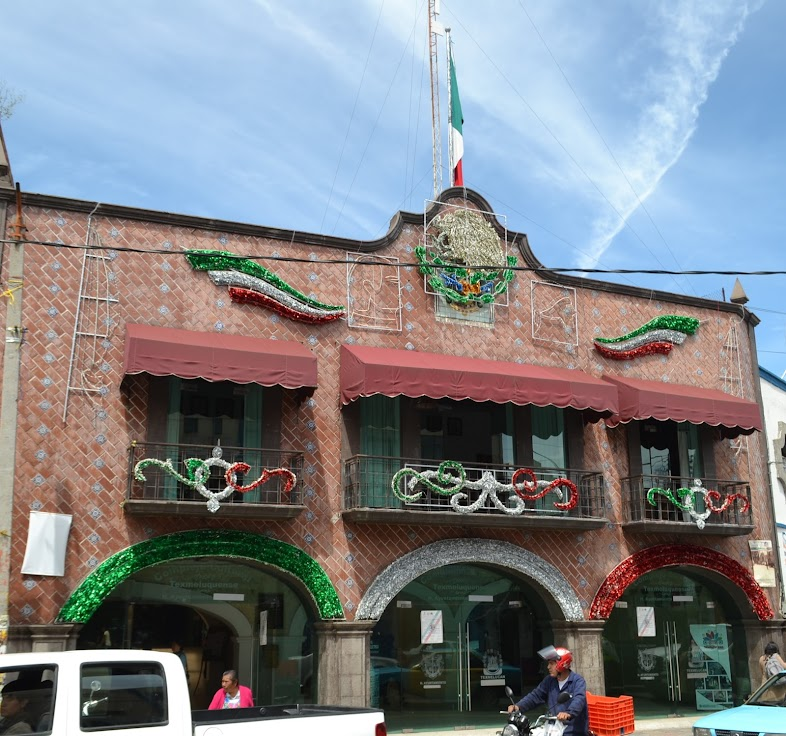
Frontis del Complejo Cultural Texmeluquense.

- Museo Exhacienda de San Cristóbal Polaxtla. Ubicada en la comunidad del Moral esta hacienda fue utilizada para las grabaciones de la película "Arráncame la Vida" historia original de Ángeles Mastreta además se cuentan con recorridos todos los días y descuentos a estudiantes, es importante seguir las indicaciones de las guías para que el museo no sufra de algún robo debido a su acervo.

- Complejo Cultural Texmeluquense. Antiguamente era la presidencia del municipio. Ahora es un espacio para las artes, la ciencia y la tecnología; en su interior se encuentran diversas oficinas de gobierno: municipal, estatal, federal, talleres, cursos exposiciones obras de pintura, escultura.

- Zócalo de la Ciudad. Ubicado en el centro donde se muestran semanas culturales, exposiciones de artistas poblanos además puedes disfrutar de café frío o caliente y una hermosa vista en el kiosco.

- Exconvento de Santa María Magdalena. Ubicado en la calle Libertad, es la primera iglesia y convento de la ciudad fue fundado por frailes dieguinos en el siglo XVII.

- Laguna Ojo de Agua. Ubicada en la Colonia Ojo de Agua de la Ciudad. Es un manantial natural de 3 hectáreas de espejo. Además de ser un parque recreativo, que cuenta con áreas verdes y juegos infantiles, actividades para deportistas, y lanchas de remo.

- Iglesia del Carmen. Ubicada en la Colonia El Carmen de la Ciudad. Fundada entre los años 1902 y 1905 por los propietarios de la fábrica textil San Martín. Presenta una arquitectura gótica. Sirve de escenario para las representaciones teatrales de la crucifixión de Cristo en Semana Santa.

- Zona arqueológica “Los Cerritos de San Cristóbal Tepatlaxco”. Se encuentra en la localidad de San Cristóbal Tepatlaxco a 4.3 km De San Martín Texmelucan, Pue.   Estuvo poblado entre los años 300 a. C. y 600 d. C. y es considerado un lugar fortificado de influencia olmeca.

## Organización territorial y urbanismo

### Colonias
Los Dicios, Los Ángeles, Ojo de Agua, Morelos, San Isidro, Domingo Arenas, Carrillo Puerto, La Purísima, El Arenal, La Santísima, Linda Vista, San Miguel Lardizábal, Álvaro Obregón, Centro, Plaza Acuario, Baja California, Los Pinos, Los Volcanes, Valle de San Martín, El Cerrito, La Joya, Arboledas de San Martín, Planetario, 6 de enero, Lomas de Atoyatenco, Benito Juárez, Expropiación petrolera 18 de marzo, Guadalupe, Chamizal, La Ciénega, Lomas Estrella, Flores Magón, San Pedro, Buenavista, Pemex, Villa El Carmen, Residencial los Pinos, Diamante, El Ángel, Independencia, Tamazolapan, Buena Vista, Jardines de San Juan, Elba Esther Gordillo, Antonio J Hernández, Deportiva, La Cruz, Chalco, Yeloxotchitla, Calyeca, Tlacomulco, Santa Anita, La Huerta y La Plata.

## Patrimonio cultural inmaterial

### Festividades
Existen diferentes festividades dentro del municipio,las más comunes son las fiestas patronales de las 11 juntas auxiliares y del municipio,en las cuales los ciudadanos preparan el famoso Mole Poblano.
| Fecha            | Festejo                                             | Tipo                 | Descripción                                                      |
| ---------------- | --------------------------------------------------- | -------------------- | ---------------------------------------------------------------- |
| 6 de Enero       | Día De Los Santos Reyes                             | Fiesta Religiosa     | Fiesta patronal de la localidad de San Baltazar Temaxcalac.      |
| 2 de Febrero     | Día De La Virgen De La Candelaria                   | Fiesta Religiosa     | Fiesta patronal de la localidad de Santa María Moyotzingo.       |
| 24 de Junio      | Día De San Juan Bautista                            | Fiesta Religiosa     | Fiesta patronal de la localidad de San Juan Tuxco                |
| 14 de Julio      | Día De San Buenaventura                             | Fiesta Religiosa     | Fiesta patronal de la localidad de San Buenaventura Tecaltzingo  |
| 25 de Julio      | Día De San Cristóbal Mártir                         | Fiesta Religiosa     | Fiesta patronal de la localidad de San Cristóbal Tepatlaxco      |
| 15 de Agosto     | Dia De La Virgen De La Asunción                     | Fiesta Religiosa     | Fiesta patronal de la localidad de El Moral                      |
| 30 de Septiembre | Día De San Jerónimo                                 | Fiesta Religiosa     | Fiesta patronal de la localidad de San Jerónimo Tianguismanalco  |
| 4 de Octubre     | Día De San Francisco De Asis                        | Fiesta Religiosa     | Fiesta patronal de la localidad de San Francisco Tepeyecac       |
| 18 de Octubre    | Día De San Lucas Evangelista                        | Fiesta Religiosa     | Fiesta patronal de la localidad de San Lucas Atoyatenco          |
| 24 de Octubre    | Día De San Rafael Arcángel                          | Festividad Religiosa | Fiesta patronal de la localidad de San Rafael Tlanalapan         |
| 11 de Noviembre  | Día De San Martin Obispo De Tours                   | Fiesta Religiosa     | Fiesta patronal del Municipio de Texmelucan                      |
| 25 de Noviembre  | Día De Santa Catarina De Alejandría Virgen y Mártir | Festividad Religiosa | Fiesta patronal de la localidad de Santa Catarina Hueyatzacoalco |

### Gastronomía
Entre sus platillos regionales se encuentran el mole poblano y las diversas combinaciones de chiles verdes y secos, producidos en la región, dulces como las trompadas y los muéganos, aunque sus bebidas son de temporada, predominan en tiempo de calor el tepache y en Navidad el ponche; anteriormente el pulque era incluido en las comidas. El mole poblano es una especialidad culinaria de la ciudad de Puebla, México. Originalmente consistía principalmente en una salsa de una gran variedad de ingredientes vertida sobre piezas de guajolote, nombre que se le da en México al pavo doméstico, aunque actualmente es común su uso con pollo u otras carnes. Es uno de los platillos más representativos del país.
Como los alimentos son una tradición, también los son fiestas populares y costumbres; entre las que más destacan son el 11 de noviembre en la cual se celebra a la fiesta patronal en honor a San Martín patrón de los comerciantes, con feria, danzas, juegos pirotécnicos, jaripeo y misas.

## Deporte
El deporte ha sido una de las actividades más descuidadas por parte de las autoridades de San Martín Texmelucan, en particular por parte del Ayuntamiento, que también tiene la responsabilidad de apoyar y promover el deporte.
Por ello la comunidad, en particular los interesados en las actividades deportivas, han organizado sus ligas deportivas. Sin embargo solo un porcentaje muy pequeño de la población ha sido el que se dedica a dirigir prácticas y apoyar servicios como: transporte, campos, dotación de uniformes o enseñanza en la aplicación de estrategias de juego.
En cuanto a las actividades deportiva. Estas son diversas y se llevan a cabo tanto en la cabecera como en los pueblos, en los cuales se practica el fútbol como el legendario Chileros de San Martin Texmelucan, béisbol, basquetbol, fútbol de sala, voleibol, ciclismo y boxeo.
No obstante, a pesar de que esta práctica se da en forma regular, el municipio no cuenta con espacios suficientes, ya que los campos y canchas deportivas utilizadas en su mayoría rentadas, o son campos ejidatarios o en algunos lugares con espacios recreativos. En la cabecera solo se cuenta con la Unidad Deportiva San Damián (gimnasio multiusos, pistas de carreras y estadio de fútbol multiusos). Cabe señalar que el tiempo de uso de las canchas se comparte, pues se realizan dos deportes diferentes al mismo tiempo.
Otra particularidad es la interrelación del municipio con otras localidades vecinas, es decir, no solo se tiene una diversidad de práctica, sino que también, una gran interrelación con las poblaciones aledañas. Principalmente Río Frío (Estado de México), Nativitas (Tlaxcala), Santa Ana y Xoxtla, por mencionar algunas.
Esto produce un aumento considerable de deportistas en busca de un espacio adecuado para la práctica deportiva, lo cual denota aún más la gran deficiencia de equipamiento deportivo en el municipio.